# Sibynomorphus
Sibynomorphus är enligt Catalogue of Life och Mattison (2015) ett släkte av ormar som ingår i familjen snokar. Släktet tillhör underfamiljen Dipsadinae som ibland listas som familj. The Reptile Database infogar arterna istället i släktet Dipsas.
Vuxna exemplar är med en längd mindre än 75 cm små ormar. De förekommer i Sydamerika och vistas främst i skogar, ofta på skogsgläntor. Födan utgörs av snäckor. Antagligen lägger honor ägg.
Arter enligt Catalogue of Life:
- Sibynomorphus inaequifasciatus
- Sibynomorphus lavillai
- Sibynomorphus mikanii
- Sibynomorphus neuwiedi
- Sibynomorphus oligozonatus
- Sibynomorphus oneilli
- Sibynomorphus petersi
- Sibynomorphus turgidus
- Sibynomorphus vagrans
- Sibynomorphus vagus
- Sibynomorphus ventrimaculatus
- Sibynomorphus williamsi